# 南部陣屋
南部陣屋（なんぶじんや）は、北海道函館市元町にあった南部藩の陣屋。函館山山麓の南部坂の名前は、南部陣屋が坂上の函館山ロープウェイ「山麓駅」専用駐車場の辺りに置かれた事に由来している。

## 概要
当初、寛政11年（1799年）の東蝦夷地公議御料（幕府直轄領）時代に箱館の警護を命じられた南部（盛岡）藩が、箱館谷地頭の北方に設置した元陣屋で、文政4年（1821年）に松前藩の蝦夷地復領によって廃止され、安政2年（1854年）箱館開港に伴ない蝦夷地が再び公議御料となり箱館奉行が設置されると、函館山岬と恵山岬から幌別（現 登別市）までの沿岸警備を命じられたさいに、元の陣屋の交付を受けたが、使用に耐えなかったため工事にあたり、東西120メートル・南北180メートルの敷地が三段に分かれ周囲に空堀と土塁がめぐらさせ、210人ほどの兵員が配置されていた。
慶応4年（1868年）、政情不安から南部藩は蝦夷地警護兵を撤退させることとなり、8月31日夜半、陣屋に火を放って帰国し、南部陣屋は廃絶した。
同年、南部藩は秋田戦争に参戦したものの、久保田藩から扇田村で奇襲を受けて一時撤退していた（十二所の戦い）。このため、南部藩は三戸や野辺地、雫石、函館から兵を集めた。函館の南部兵は幕府、新政府から共にその守備を命じられていたものである。装備は最新鋭であったが、南部藩は無断で兵を引き抜いたため、後々このことが秋田戦争における罪状の一つとして新政府に断罪される。

## 出張（でばり）陣屋
- モロラン陣屋（南部藩出張陣屋）（室蘭市）
- 南部藩ヲシャマンベ陣屋（山越郡長万部町陣屋町）
- 砂原南部藩屯所（茅部郡森町砂原）

## 参考資料
- 南部藩蝦夷地警備資料展『箱館御陣屋惣御構図（万延元年）』市立函館図書館、1937年6月。
- 児玉幸多、坪井清足『日本城郭大系 第1巻 北海道・沖縄』新人物往来社、1980年5月10日。
- 西ヶ谷恭弘『国別 城郭・陣屋・要害・台場辞典』東京堂出版、2002年7月15日。ISBN 4-490-10605X。